# Водневе авто
Ця стаття розповідає про автомобілі, які виробляються з водневими двигунами, для інформації про технологію використання водневого палива для авто дивіться статтю водневий двигун.

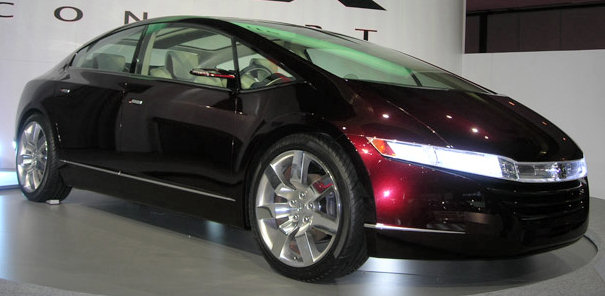
Хонда FCX Міжнародне мото шоу в Куала Лумпур 2006

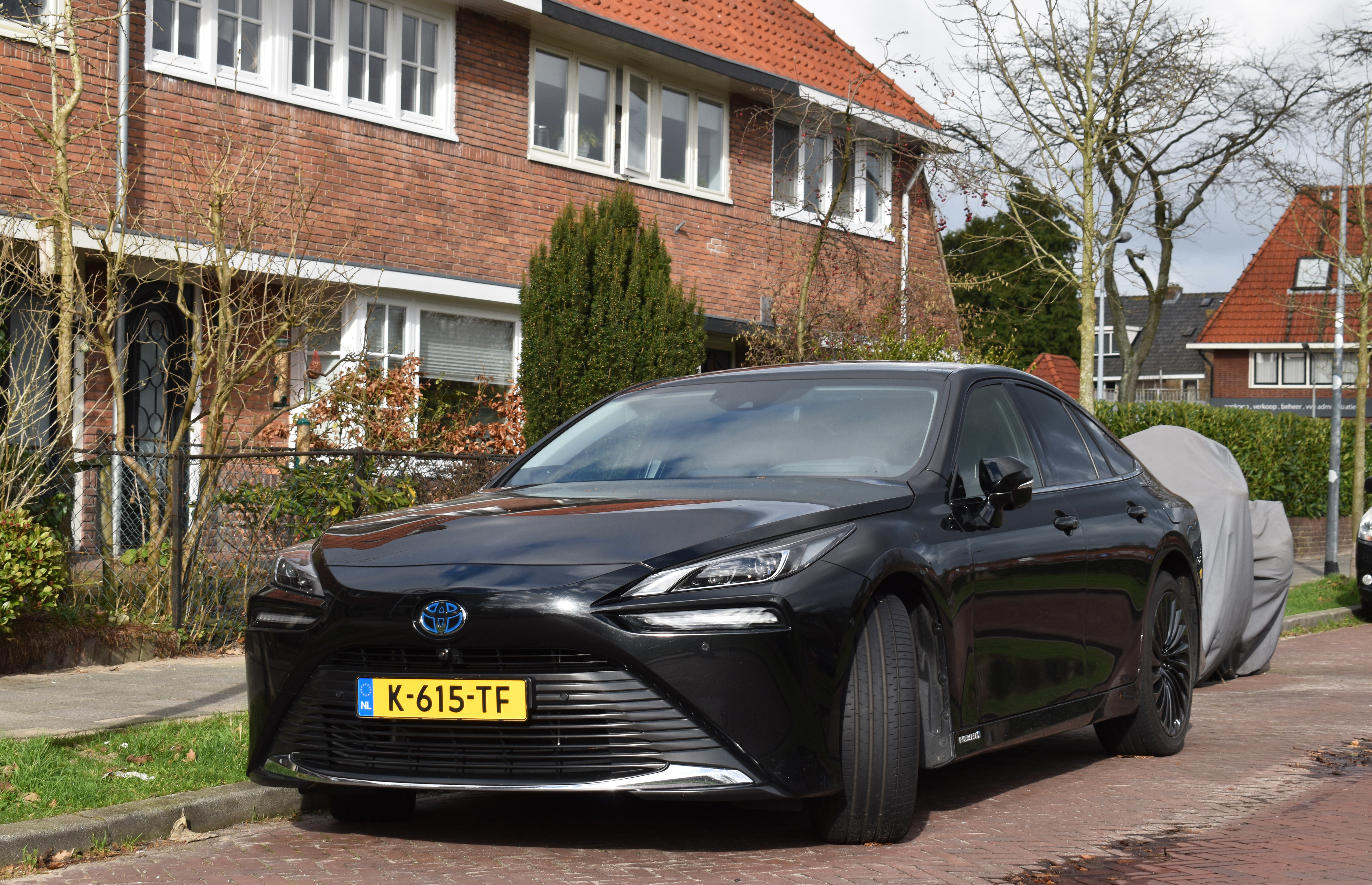
Toyota Mirai 2021

Водневе авто — тип транспортного засобу, що для руху послуговуються водневими двигунами, котрі являють собою різновид електродвигунів.

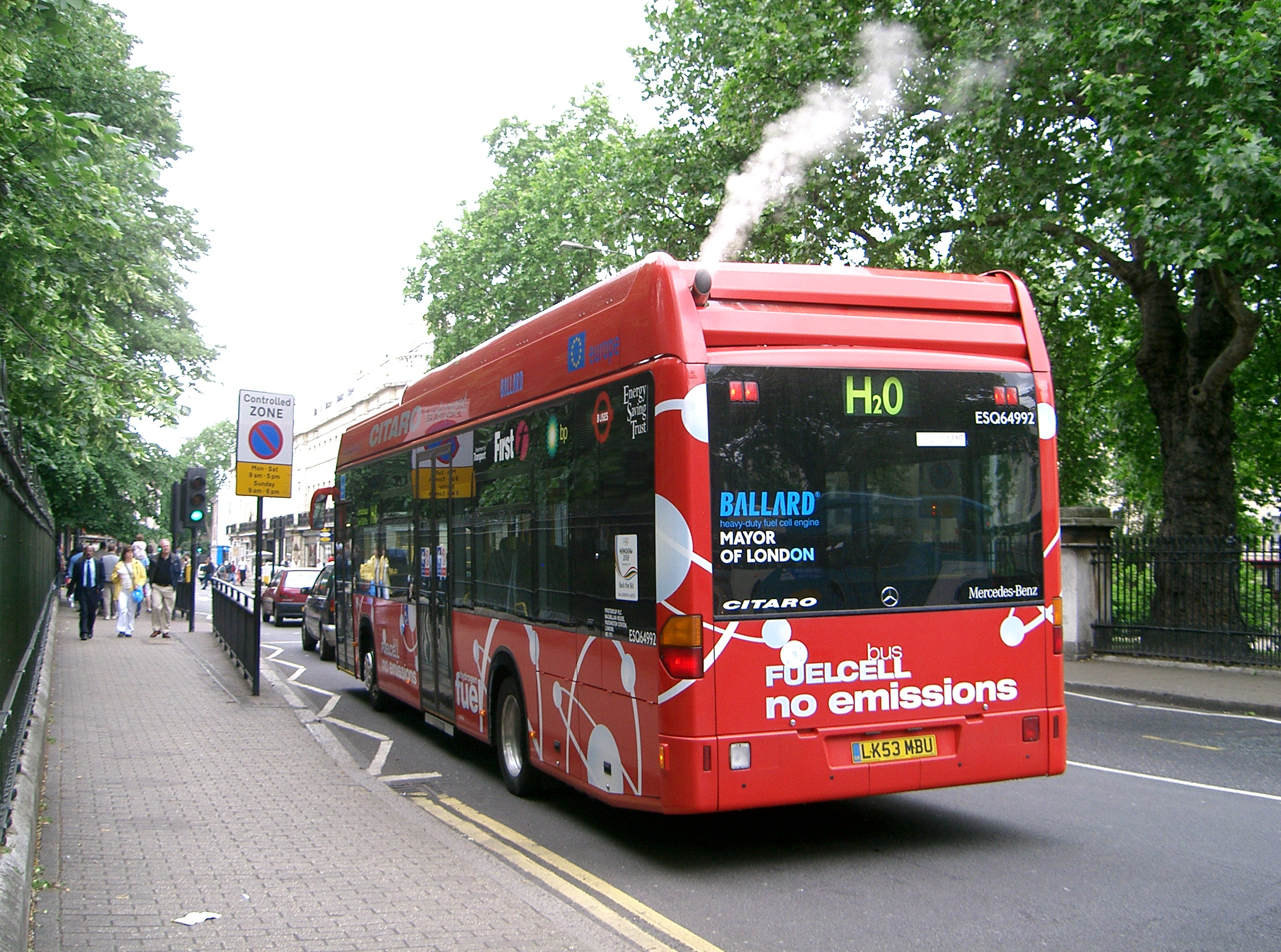
Mercedez-Benz Citaro на водневих паливних елементах, Лондон

Шкідливі наслідки викидів парникових газів і забруднюючих речовин автомобілями, що працюють на традиційному паливі, спонукали виробників транспортних засобів перейти до альтернативних джерел енергії. Водневі паливні елементи розглядаються як високоефективні та екологічно чисті джерела енергії, здатні забезпечувати набагато більшу щільність енергії та енергоефективність. Паливні елементи з протонною обмінною мембраною (PEMFC) вважаються перспективними в транспортних секторах через їх здатність запускатися при низьких температурах і мінімальні викиди. PEMFC — це електрохімічний пристрій, який перетворює водень і окислювачі в електрику, воду та тепло при різних температурах.

## Плани та досягнення

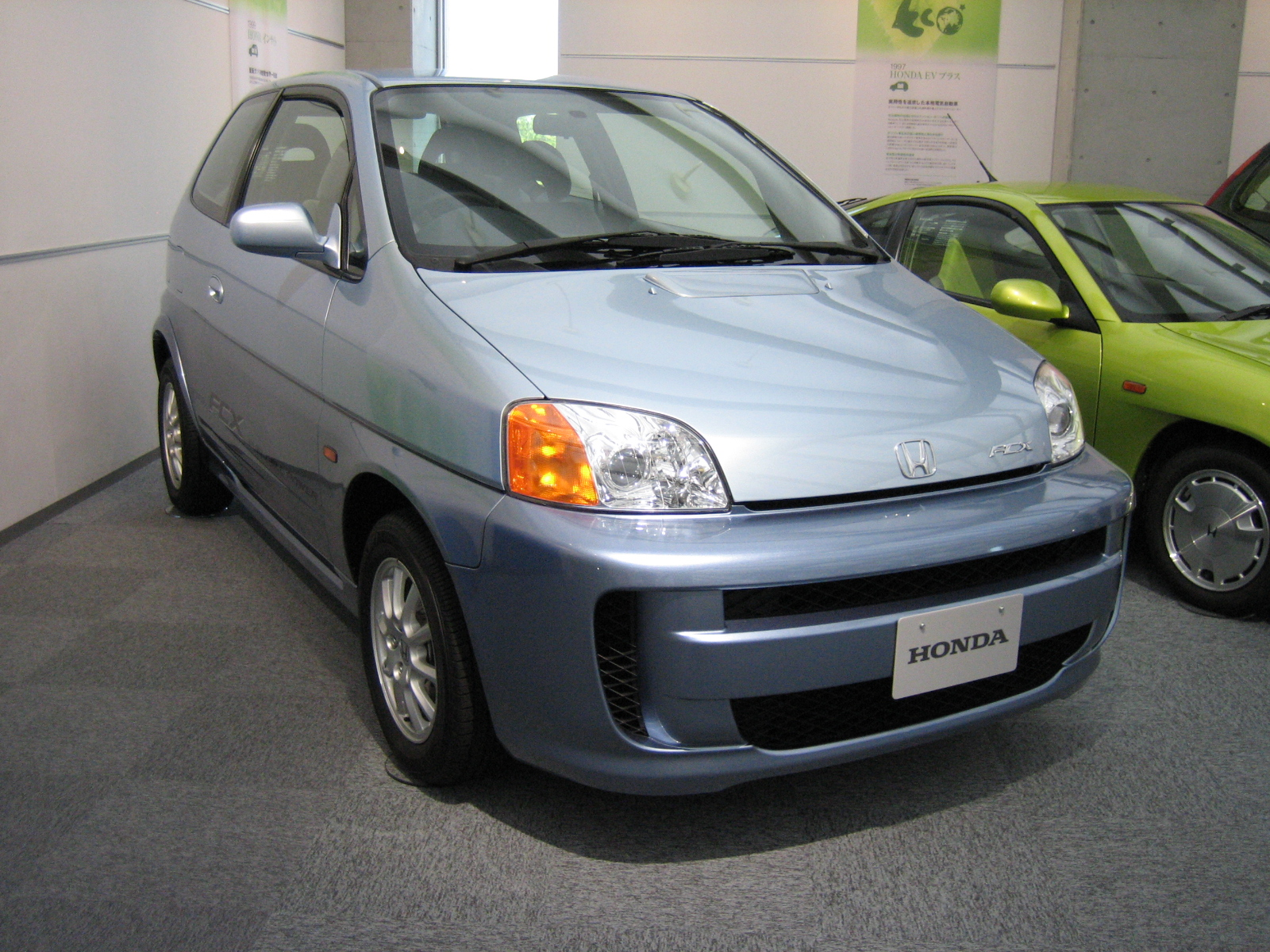
Honda FCX 2002

Honda FCX (зазвичай відомий як Fuel Cell eXperimental) — це сімейство автомобілів на водневих паливних елементах виробництва Honda. 
Honda FCX і Toyota FCHV, які почали продавати в лізинг 2 грудня 2002 року, стали першими в світі сертифікованими урядом комерційними автомобілями на водневих паливних елементах.

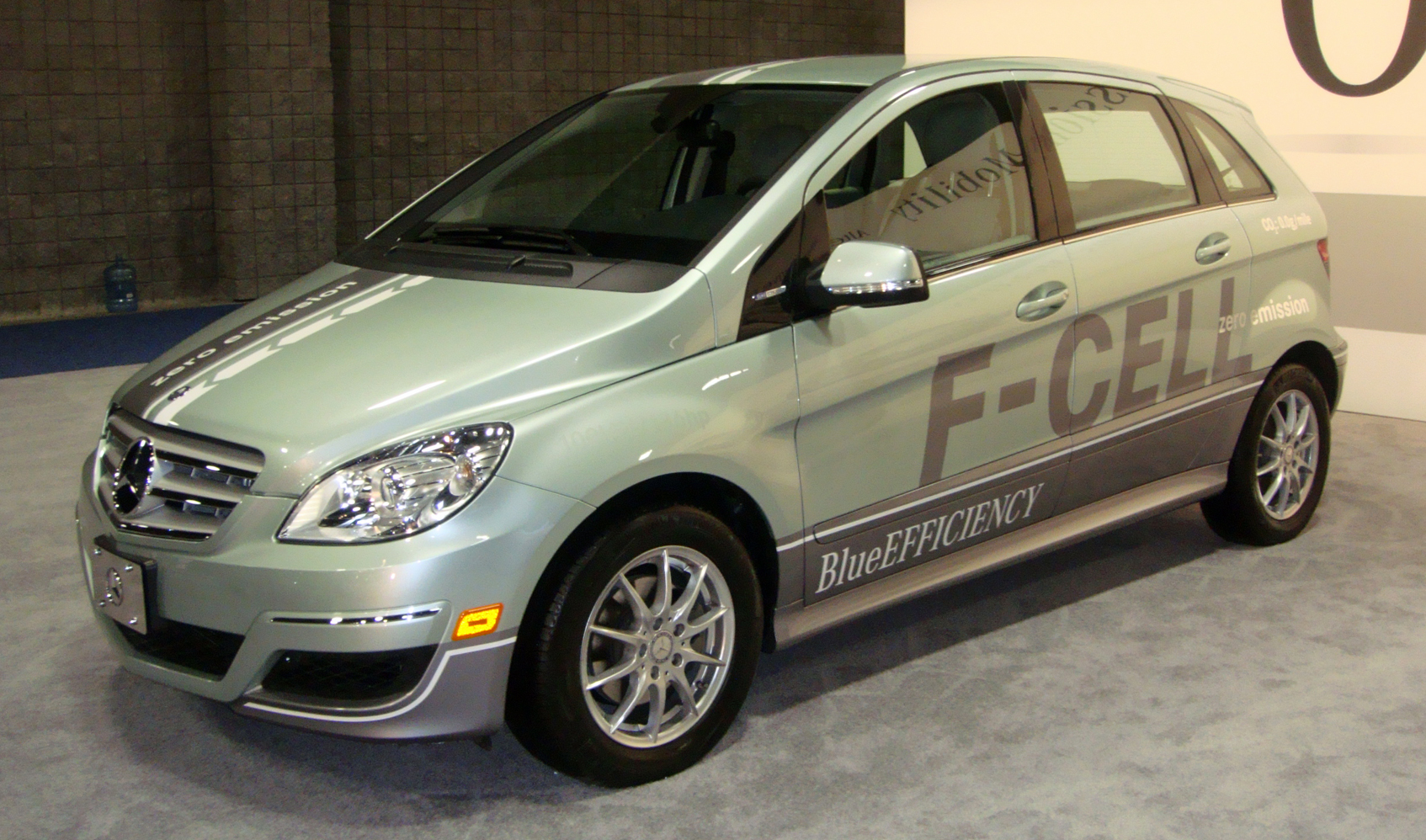
Mercedes-Benz F-Cell WAS 2011

У 2002 Mercedes-Benz також випустила один з перших у світі водневий електрокар – Mercedes-Benz F-cell. Перше покоління F-Cell було представлено в 2002 році з запасом ходу 100 миль (161 км) із максимальною швидкістю 82 милі/год (132 км/год). Поточний F-CELL B-класу має потужніший електродвигун потужністю 100 кВт (134 к.с.) і запас ходу близько 250 миль (402 км). Це покращення запасу ходу пояснюється частково більшим простором B-класу для зберігання баків зі стисненим воднем, вищим тиском зберігання, а також прогресом у технології паливних елементів. Обидва автомобілі використали концепцію дизайну «сендвіч», спрямовану на збільшення простору як для пасажирів, так і для компонентів силової установки.  Паливний елемент — це паливний елемент з протонною обмінною мембраною (PEMFC), розроблений корпорацією Automotive Fuel Cell Cooperation (AFCC). У грудні 2010 року розпочато програму оренди F-Cell на базі B-класу.
На кінець 2008 року також намічено вихід 100 автомобілів Chevrolet Equinox SUV, які також будуть працювати на нових паливних елементах на базі водню. Своєю чергою авто Sequel компанії General Motors в травні 2007 року зробило унікальний тривалий пробіг через увесь штат Нью-Йорк, показавши, в черговий раз, придатність машини на паливних елементах до нормальної експлуатації.
Sequel досяг виняткового показника, проїхавши 482,8 кілометра на одному заправленні. Інженери компанії зазначають, що даний пробіг важливий саме тому, що вперше водневий автомобіль показав на практиці запас ходу, порівнянний зі звичайними авто.
Автовиробники зазначають, що водень для більшості двигунів можна буде одержувати з різних природних газів. І таким чином, подібні двигуни вирішують одразу дві найважливіші задачі, по-перше, вони роблять автомобілі та їхні вихлопи нешкідливими для навколишнього середовища, а по-друге, вони знижують залежність транспортної системи, що є ключовою для сучасного світу, від нафти та її похідних.
Однак, як зазначають експерти, перехід на водневі автомобілі в найближчі 5-6 років у світовому масштабі здійснити не вдасться, тому що ще не всі виробники анонсували свої майбутні водневі лінійки автомобілів. До того ж на сьогодні у світі водневих автозаправок нараховується не більше сотні, причому близько 90 відсотків з них розташовано в Японії і США.

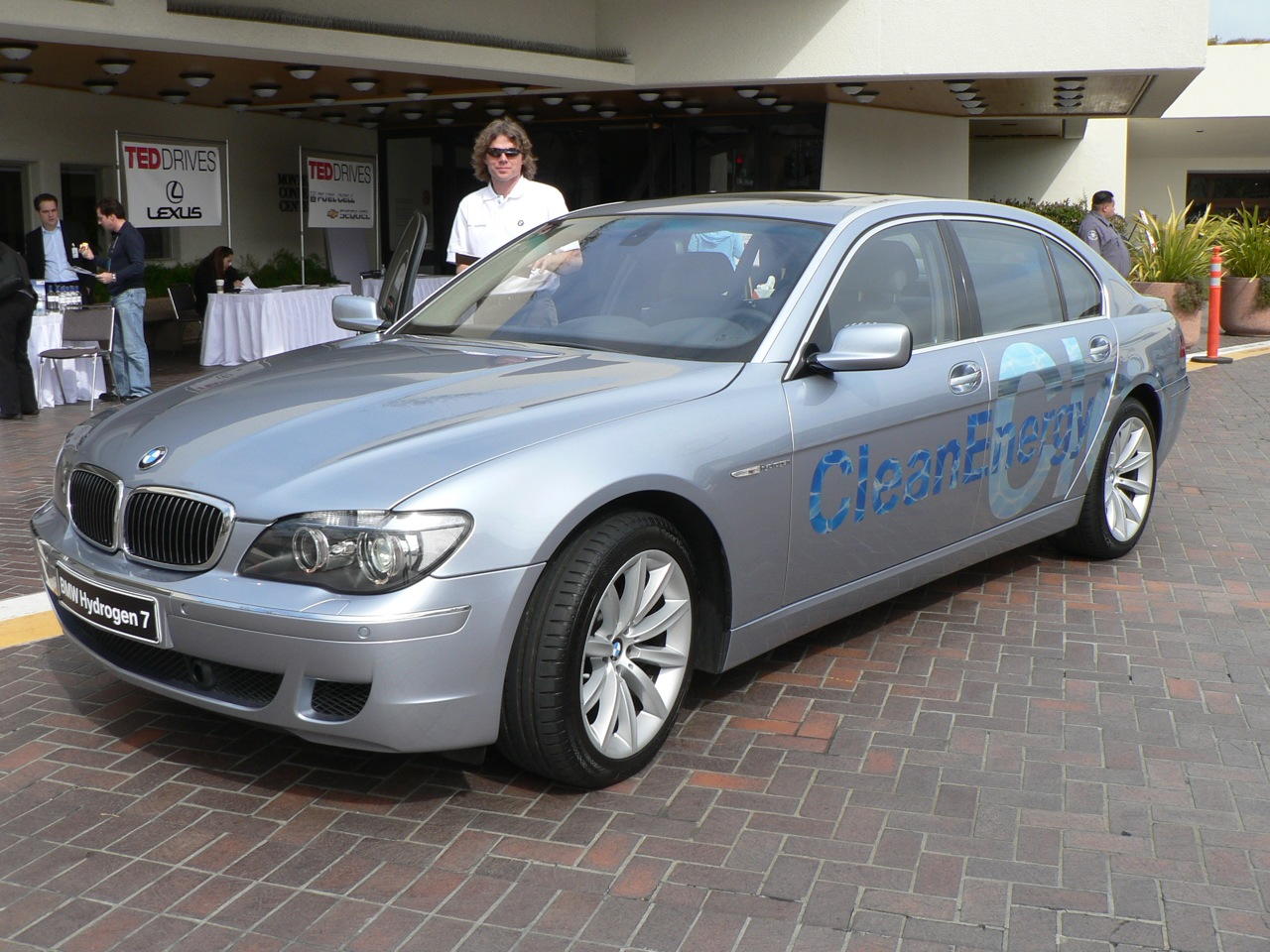
BMW 7 Серії Hydrogen

Що стосується технічних характеристик, то новинка на 100 км шляху по шосе буде споживати близько 8-10 літрів нового палива, що у 2008 році в США буде коштувати трохи менш як 1 долара за літр. Максимальна швидкість водневого авто складе близько 160—170 км/г.
Своєю чергою компанія BMW оголосила про те, що планує запустити у виробництво седани з гібридним бензиново-водневим двигуном до 2008 року. Відомо також, що розробки водневого двигуна компанія веде в співробітництві з французьким енергетичним гігантом, компанією Total, що вже в найближчому майбутньому почне будівництво водневих заправних станцій.
BMW повідомляє, що у продажу водневі авто повинні з'явитися до середини 2008 року. Усього ж компанія вже більш як 10 років веде розробку цієї технології.

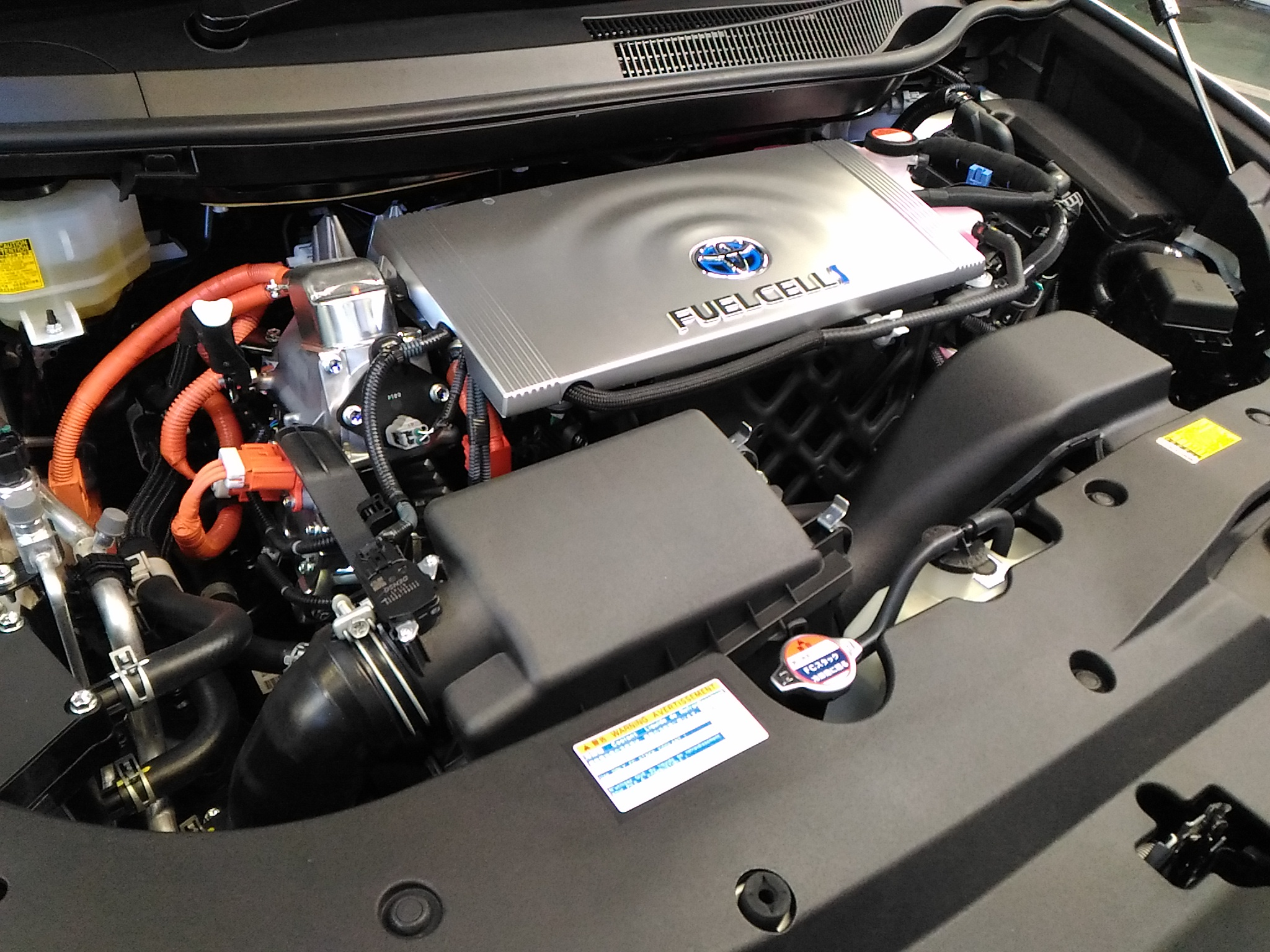
Toyota Mirai

Toyota Mirai — водневий гібридний автомобіль на паливних елементах. Вперше був публічно представлений в листопаді 2013 року на Токійському автосалоні. Випускається донині.

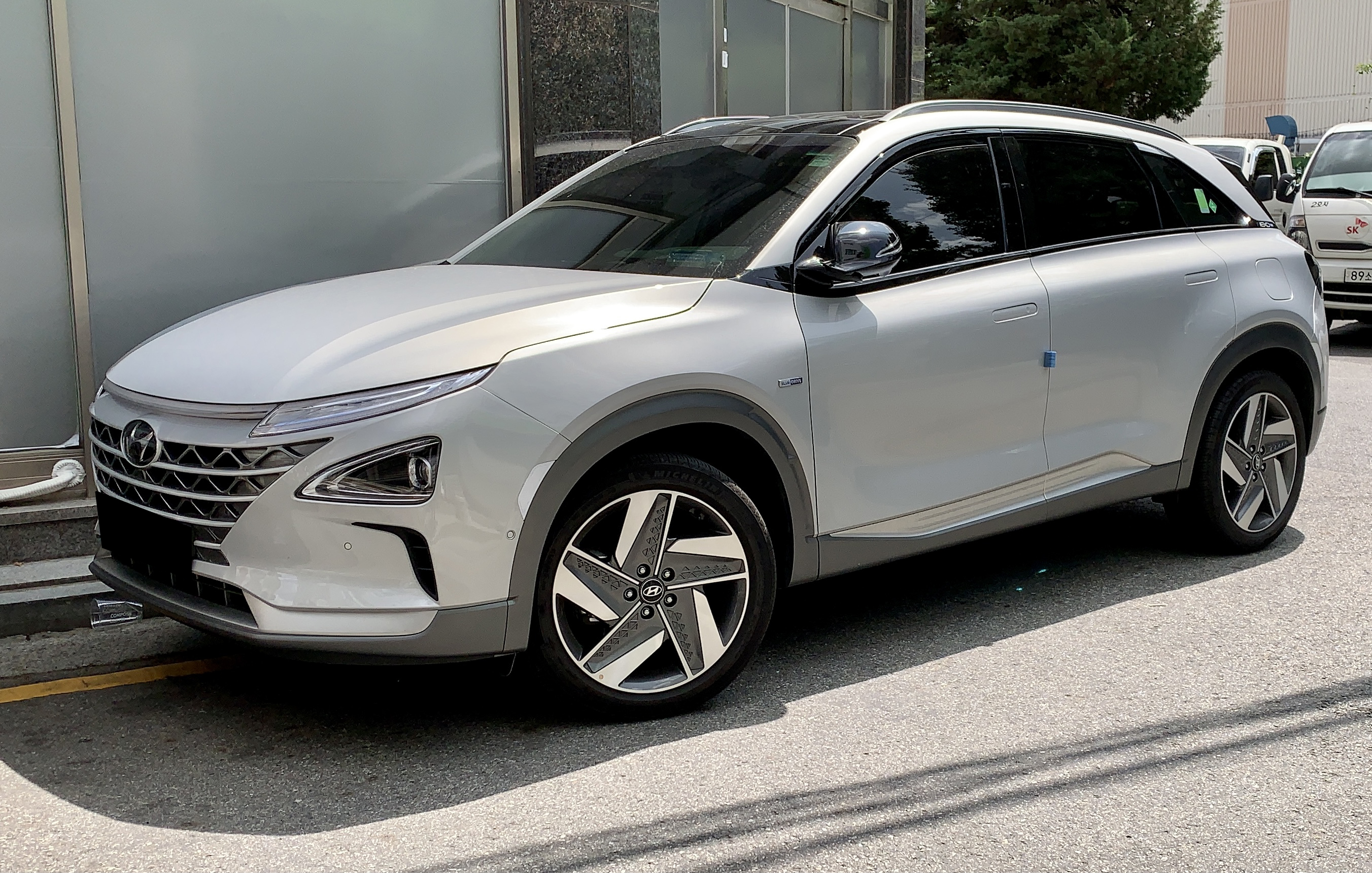
Hyundai Nexo

Hyundai Nexo (укр. Хюндай Нексо) - передньопривідний кросовер з силовою установкою на основі водневих паливних елементів. Офіційна презентація автомобіля відбулася на Шоу споживчої електроніки (CES) в Лас-Вегасі 8 січня 2018 року, передсерійний варіант показали в серпні 2017 року в Сеулі.
Maxus FCV80 – легкий пасажирський мікроавтобус.

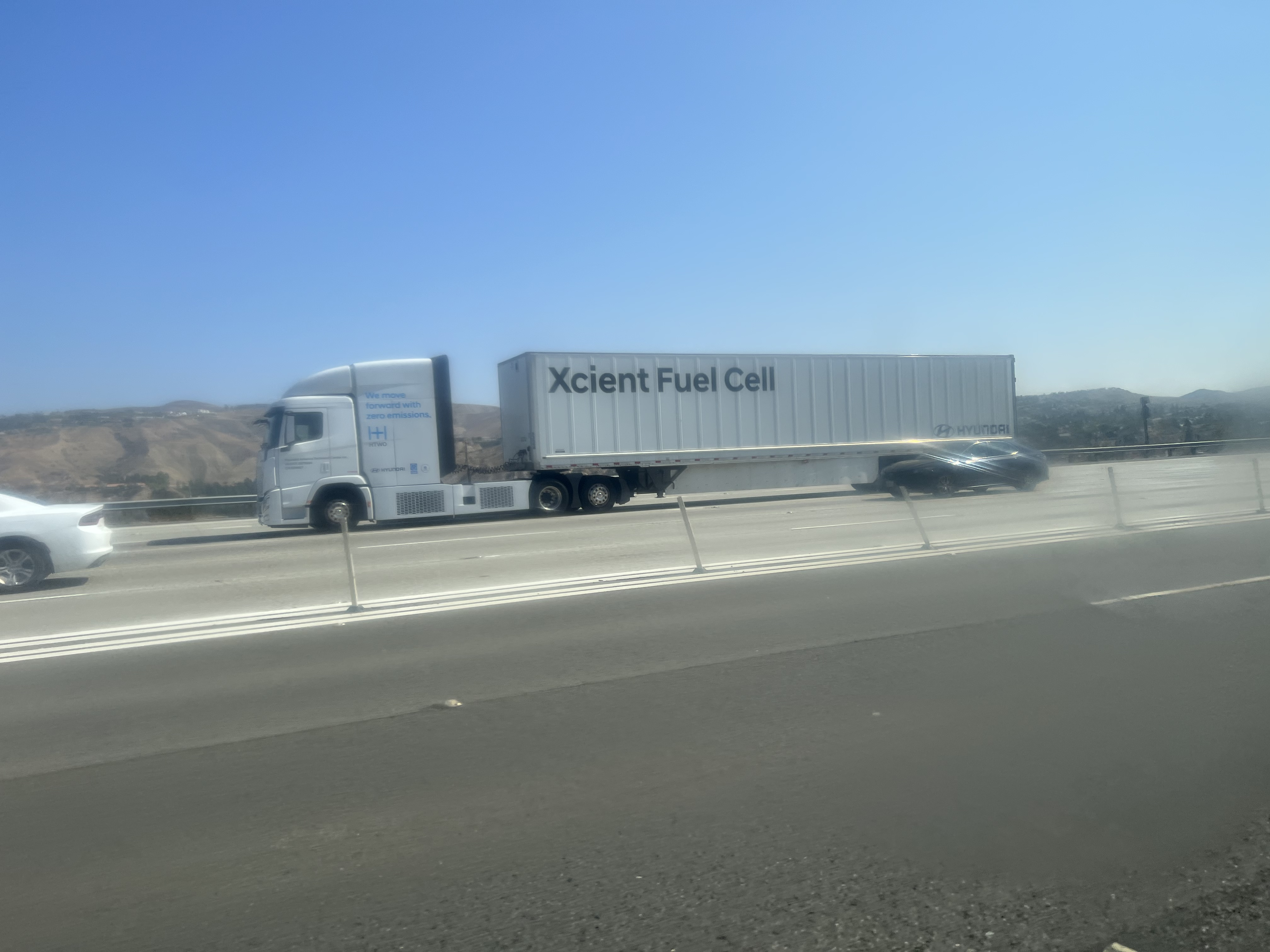
Hyundai Xcient Fuel Cell

Hyundai Xcient — сімейство важких вантажівок південно-корейської компанії Hyundai, серед яких є модель першої в світі вантажівки в серійній продукції.
Розвивається сегмент водневих автівок і в напрямку суперкарів. Зокрема, влітку 2020 року було представлено Hyperion XP-1 — перший в світі водневий суперкар, що розроблявся більше 10 років. Кузов моделі виготовлено із композитних матеріалів та зміцнено титаном, а його максимальна швидкість перевищує 356 км/год. Водневий суперкар важить всього 1 032 кг, а його виробництво обмежено 300 екземплярами.

## Інфраструктура
Станом на початок 2007 у Каліфорнії створена найбільша у світі воднева автомобільна інфраструктура.
В березні 2006 р. в Каліфорнії працювало 23 водневих заправних станцій, планувалося будівництво 14 станцій. В штаті діє проект Водневе Шосе Каліфорнії. Мета проекту — забезпечити кожному мешканцю Каліфорнії доступ до водневої автомобільної інфраструктури упродовж основних шосе штату до 2010 року. Для цього буде збудовано 170 заправних станцій через кожні 20 миль.

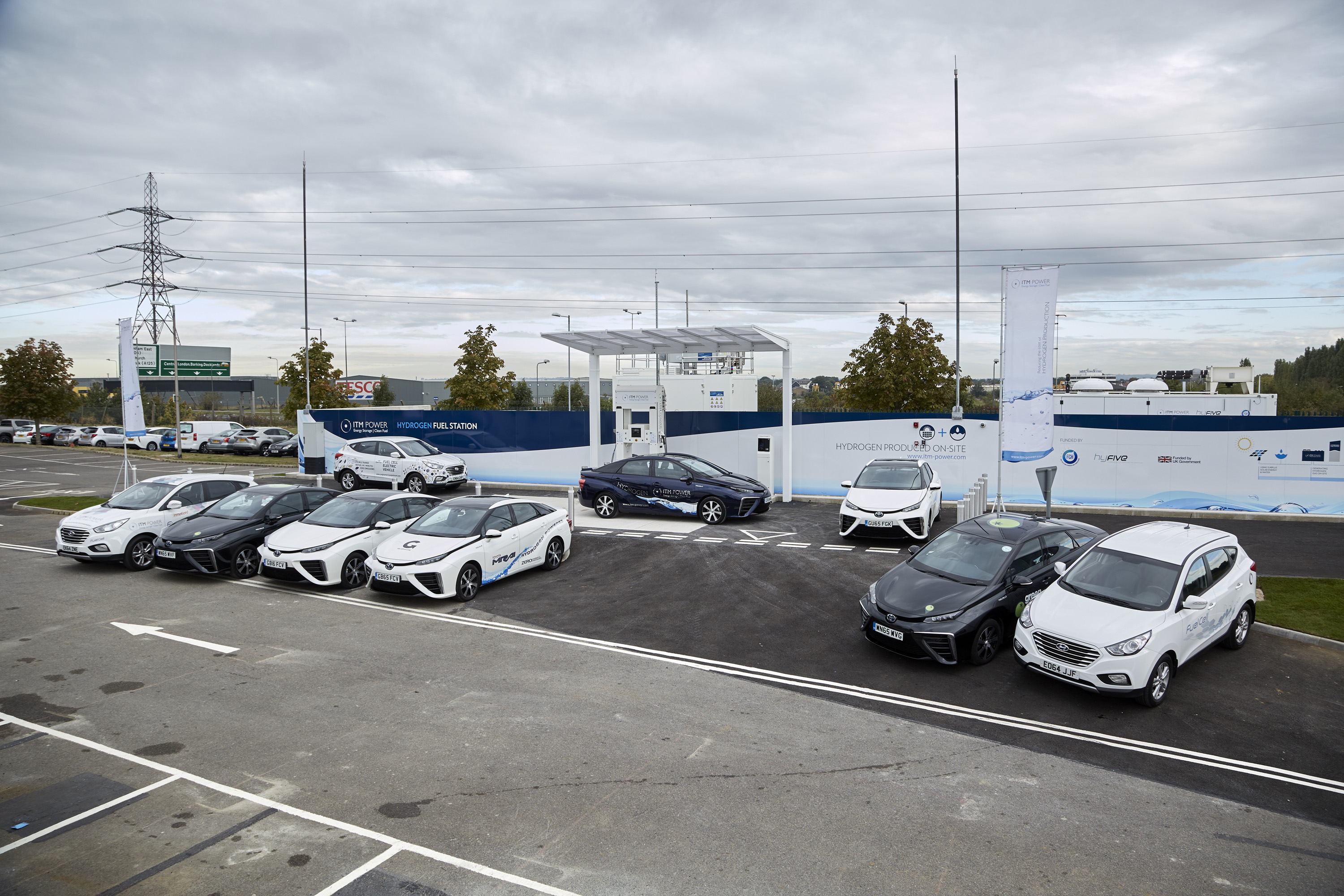
Електромобілі на водневих паливних елементах на водневій заправній станції ITM Power, Велика Британія

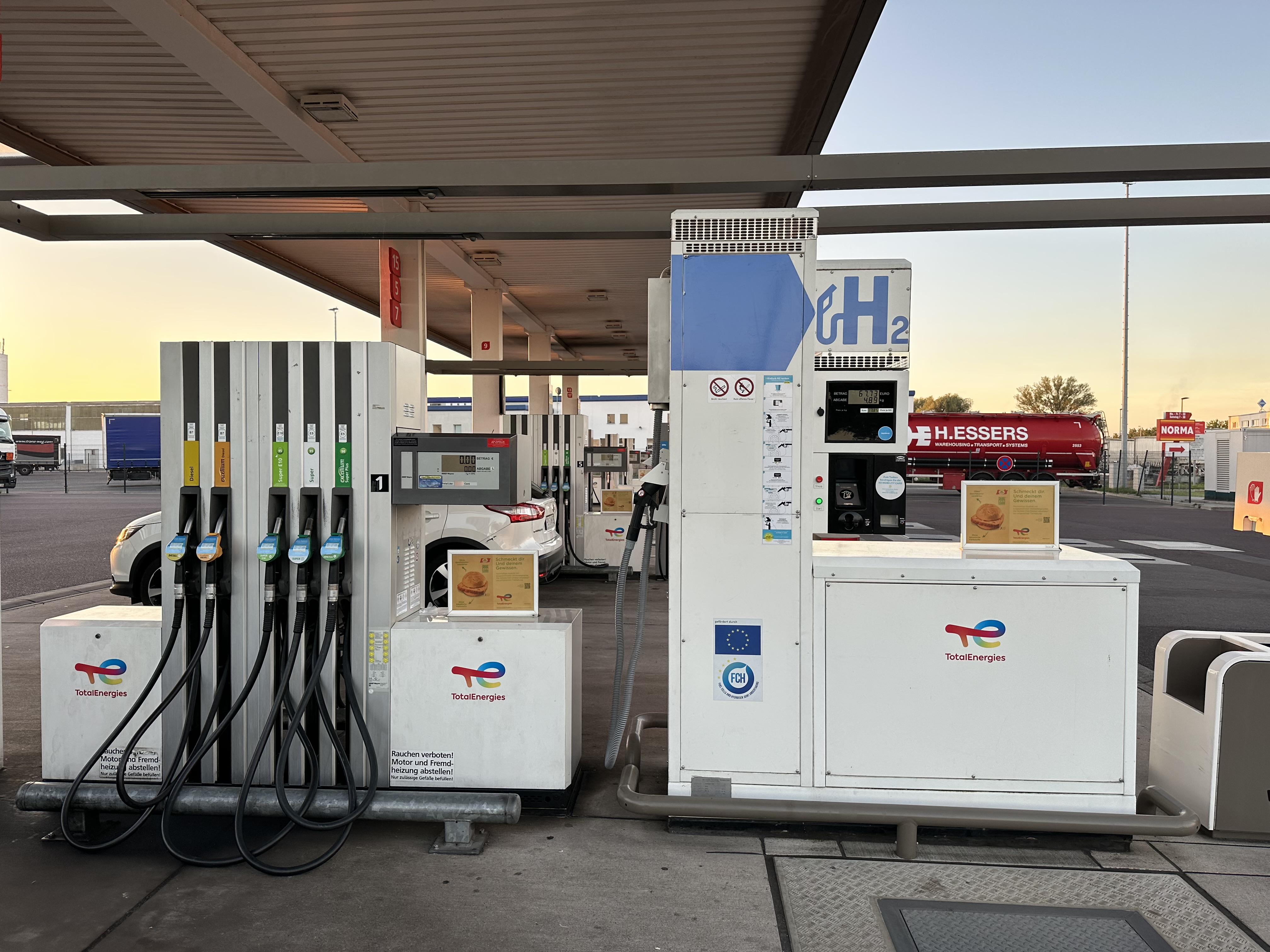
Воднева заправна станція (Магдебург)

В Європейському союзі існує аналогічний проект Zero Regio
Критика водневого транспорту
- Суміш водню з повітрям — вибухова речовина. Водень небезпечніший, ніж бензин, тому що горить у суміші з повітрям в більше широких концентраціях. Бензин не горить при лямбда менше 0,5 і більше 2, водень при таких співвідношеннях горить прекрасно. Але водень, що зберігається в баках при високому тиску, у випадку пробиття бака дуже швидко випаровується. Для транспорту розробляються спеціальні безпечні системи зберігання водню — баки з кількома стінками, зі спеціальних матеріалів і т. д.
- Воднева силова установка значно складніше і дорожче в обслуговуванні, ніж звичайний ДВС. За даними Массачусетського технологічного інституту, експлуатація водневого автомобіля на даному етапі розвитку водневих технологій обходиться у сотню разів дорожче, ніж бензинового. Можливо в майбутньому вартість експлуатації зменшиться.
- Поки немає достатнього досвіду експлуатації водневого транспорту.
- Немає можливості швидкої дозаправки на шляху з каністри або від іншого автомобіля.
- Для заправки воднем потрібно побудувати мережу заправних станцій. Для заправних станцій, що заправляють автомобілі рідким воднем вартість обладнання більше, ніж для бензинових заправних станцій. (Згідно з GM, будівництво 12 тисяч водневих заправних станцій в 2005 році оцінювався в $ 12 млрд, тобто $ 1 млн на одну заправну станцію, у той час як комплект обладнання для бензинових заправних станцій коштує від $ 40 тис., в середньому $ 100—200 тис.).
- Тепер водень виробляється або шляхом витрати значної кількості електроенергії, з вуглеводнів або з біомаси органічних відходів. У першому випадку використовується та ж електроенергія, яка може вироблятися на теплових, атомних та інших електростанціях. Рішення цієї проблеми – використання відновлювальної енергії для виробництва водню. У другому випадку маємо використання тих же видів палива і виділення CO ², а також потрібно очищення від сполук сірки та інших домішок, які в разі застосування паливних елементів значно скорочують термін їх служби. Деякі вважають, що природний газ буде набагато перспективніший і екологічний. Третій варіант – виробництво біоводню з відходів (сільськогосподарські, стічні води) є найстійкішим. Більше того, виробництво біоводню за технологією біоенергетики з уловлення та зберіганням вуглецю (BECCS)[4] може забезпечити виробництво біоводню з негативною емісією вуглецю, тобто з уловленням та поглинанням найактивнішого парникового газу – вуглекислого газу (CO2), що ще більше сприятиме декарбонізації та покращенню емісійного бюджету CO2, зменшенню забруднення атмосфери, парникового ефекту та глобального потепління, та сприятиме сталому розвитку.